# Wojciech Dakiniewicz
Wojciech Dakiniewicz (ur. 16 września 1967) – polski lekkoatleta specjalizujący się w skoku o tyczce, medalista mistrzostw Polski, reprezentant Polski.

## Życiorys
Był zawodnikiem Zawiszy Bydgoszcz.
Na mistrzostwach Polski seniorów wywalczył dwa medale w skoku o tyczce: srebrny w 1988 i brązowy w 1987. W tej samej konkurencji zdobył też brązowy medal halowych mistrzostw Polski seniorów w 1987.
Reprezentował Polskę na mistrzostwach Europy juniorów w 1985, zajmując w skoku o tyczce 10. miejsce, z wynikiem 5,00 oraz mistrzostwach świata juniorów w 1986, zajmując w skoku o tyczce 10. miejsce, z wynikiem 5,00.
Po zakończeniu kariery zawodniczej został trenerem w swoim klubie
Rekord życiowy w skoku o tyczce: 5,35 (8.08.1987).